# Tankovska četa 6. PŠTO
Tankovska četa 6. PŠTO (kodno ime TONI-55) je bila začasna oklepna četa v sestavi Teritorialne obrambe Republike Slovenije.

## Zgodovina
Četa je bila ustanovljena 30. junija 1991 ob 07.10 v Novi Gorici; ob ustanovitvi je imela 9 tankov, 2 pomožni vozili in 36 članov posadk.
Dva tanka sta ostala na mejnem prehodu Rožna dolina, medtem ko so drugi ob 9.00 odšli proti vasi Ravnica. 2. julija je ta skupina dobila ukaz, da se premakne in pomaga pri zaustavitvi oklepne kolone JLA, ki je prodirala iz Pivke proti Postojni. Toda še predno je četa prišla na dodeljene položaje, je en tank iz Vojašnice Ajševica izstrelil granato, ki je poškodovala en tank in enega člana posadke. To je bila edina bojna akcija čete med vojno.
Po razglasitvi premirja se je 11. julija četa premaknila v Kromberk, kjer je bila septembra istega leta razpuščena.

## Organizacija
- 9 tankov T-55
- tovornjak
- terensko vozilo

## Poveljstvo
- poveljnik - stotnik Anton Glešič